# ولادیمیر وولکوف
ولادیمیر وولکوف (سیریلیک صربی: Владимир Волков؛ زادهٔ ۶ ژوئن ۱۹۸۶) بازیکن فوتبال اهل صربستان است.
از باشگاه‌هایی که در آن بازی کرده‌است می‌توان به باشگاه فوتبال مشلان، باشگاه فوتبال لخ پوزنان، باشگاه ورزشی پورتیموننزه، باشگاه فوتبال شریف تیراسپول، باشگاه فوتبال بئوگراد، و باشگاه فوتبال پارتیزان اشاره کرد.
وی همچنین در تیم‌های ملی فوتبال صربستان و مونته‌نگرو بازی کرده‌است.